# Старые Савины (Старосавинский сельсовет)
Ста́рые Савины́ — село в Черемисиновском районе Курской области России, входит в Краснополянский сельсовет.

## География
Село расположено к северу от центра района — посёлка Черемисиново, у берега реки Тим. Неподалёку расположены: к западу — село Петрово-Хутарь, к северу — деревня Исаково, к югу — деревни Хмелевская и Чернянка. Старые Савины находятся на высоте 189 м над уровнем моря.

## История
Во вторую ревизию 1744 года село входило в Мокрецкий стан Ливенского уезда Елецкой провинции Воронежской губернии. На начало XIX века село относилось к Краснополянской волости Щигровского уезда Курской губернии. В Энциклопедическом словаре Брокгауза и Ефрона приводятся такие данные:

Савины Новые и Старые — сел. Курской губ., Щигровского у., при рч. Тиме, в 29 в. от у г. Жит. 4000. Ярмарка.

С 14 мая 1928 года в Центрально-Чернозёмной области, а с 16 июля 1928 года в составе Курского округа Центрально-Чернозёмной области, а с 30 июля 1928 года в составе Черемисиновского района. С 1934 года — в составе вновь образованной Курской области.
В Старых Савинах был пруд, но из-за конфликта жителей села с предпринимательницей арендовавшей его для рыбоводства он был спущен.
Село до присоединения к Краснополянскому сельсовету в 2010 году было административным центром сельского поселения «Старосавинский сельсовет».

## Население
| 2002 | 2010 |
| ---- | ---- |
| 190  | ↘164 |

### Известные уроженцы
- Смирнов, Михаил Васильевич (1903—1994) — генерал-майор, участник штурма Кёнигсберга, инспектор кавалерии 3-го Белорусского фронта, первый советский комендант Кёнигсберга[10].

## Экономика
- СХК «НОВЫЙ ПУТЬ»

## Инфраструктура
В селе две улицы: Луговая и Тимская.

### Образование, здравоохранение и культура
В селе есть муниципальная «Старосавинская начальная общеобразовательная школа» и муниципальное учреждение культуры «Старосавинский сельский Дом культуры».

### Транспорт и связь
Село соединено автодорогой с райцентром — посёлком Черемисиново, там же находится железнодорожная станция Черемисиново.
В Старых Савинах есть отделение почтовой связи «Старые Савины» Щигровского почтамта УФПС Курской области — филиала ФГУП «Почта России» (почтовый индекс — 306454).